# Big Valley
Big Valley (Originaltitel: The Big Valley) ist eine US-amerikanische Western-Fernsehserie, von der in den Jahren 1965 bis 1969 insgesamt 112 Folgen in vier Staffeln zu je 49 Minuten entstanden.

## Handlung
Die Serie spielt um 1870 auf der Barkley-Ranch in Stockton, Kalifornien. Die Hauptrolle der verwitweten Matriarchin Victoria Barkley wurde von Barbara Stanwyck verkörpert. Jarrod Barkley, den ältesten Sohn und angesehenen Rechtsanwalt, spielte Richard Long. In der Rolle des jüngeren Sohns Nick Barkley, der die Ranch leitet, war Peter Breck zu sehen. Linda Evans spielte Audra Barkley, die einzige Tochter. In der ersten Folge wird Lee Majors in der Rolle des Heath eingeführt. Er ist der uneheliche Sohn von Victorias verstorbenem Ehemann, der sich erst das Vertrauen der Familienmitglieder erwerben muss.
Zu Beginn der Serie gab es mit Eugene (Charles Briles) einen weiteren Sohn auf der Ranch, der jedoch nur sporadisch und nach der ersten Staffel gar nicht mehr auftauchte. Wiederkehrende Charaktere waren der Haushälter Silas (Napoleon Whiting) und der örtliche Sheriff Fred Madden (Douglas Kennedy).

## Besetzung und Synchronisation
Die deutsche Synchronisation entstand nach einem Dialogbuch von Horst Sommer und unter der Dialogregie von Wolfgang Schick.
| Rollenname       | Schauspieler     | Synchronsprecher                             |
| ---------------- | ---------------- | -------------------------------------------- |
| Victoria Barkley | Barbara Stanwyck | Elisabeth Ried (ZDF) Doris Gallart (Sat.1)   |
| Jarrod Barkley   | Richard Long     | Holger Hagen (ZDF) Klaus Kindler (Sat.1)     |
| Nick Barkley     | Peter Breck      | Michael Cramer (ZDF) Holger Schwiers (Sat.1) |
| Heath Barkley    | Lee Majors       | Klaus Kindler (ZDF) Frank Muth (Sat.1)       |
| Audra Barkley    | Linda Evans      | Heidi Treutler (ZDF) Kellina Klein (Sat.1)   |

## Gastdarsteller
In Gastrollen traten u. a. Charles Bronson, Dennis Hopper, Bruce Dern, Katharine Ross, Cloris Leachman, Richard Dreyfuss, Ron Howard, Leslie Nielsen, Warren Oates, Martin Landau, Anne Baxter, Julie Harris, George Kennedy, Yaphet Kotto, Pernell Roberts, Harry Dean Stanton, Harold J. Stone und William Shatner auf.

## Auszeichnungen (Auswahl)
Darstellerin Barbara Stanwyck wurde 1966, 1967 und 1968 jeweils für den Golden Globe nominiert. 1966 wurde sie zudem mit dem Emmy ausgezeichnet und erhielt in den beiden Folgejahren jeweils eine Nominierung für diesen Preis. 
Der Filmeditor Sherman A. Rose wurde 1966 mit dem Eddie Award ausgezeichnet. Zwei Jahre darauf erhielt der ebenfalls als Editor an der Serie beteiligte Desmond Marquette diesen Preis.

## Ausstrahlung
In den USA startete die Serie am 15. September 1965 auf dem Sender ABC und endete am 19. Mai 1969 nach insgesamt 112 ausgestrahlten Folgen. Obwohl die Serie sehr beliebt war, wurde sie im Mai 1969 eingestellt, da man Platz für modernere Serien brauchte.
In Deutschland liefen 61 Folgen der Serie in den Jahren 1969 und 1970 im ZDF. Die Erstausstrahlung der restlichen 51 Episoden erfolgte erst von 1996 bis 2000 auf den Sendern Sat.1 und DF1.
Mittlerweile ist die Serie mehrfach auf DVD erschienen.